# The Remains of the Day
The Remains of the Day is een Brits-Amerikaanse dramafilm uit 1993 onder regie van James Ivory. Het scenario is gebaseerd op de gelijknamige roman uit 1989 van de Japans-Britse auteur Kazuo Ishiguro. De film werd genomineerd voor acht Oscars.

## Verhaal
Een gepensioneerd Amerikaans Congreslid koopt in 1958 het Britse landgoed Darlington Hall op. Hij behoudt de butler James Stevens. Wanneer Stevens een brief ontvangt van de voormalige dienstbode Sally Kenton, besluit hij haar op te zoeken. Hij wil haar overtuigen om opnieuw in dienst te gaan op Darlington Hall. Via flashbacks zien we hoe de vriendschap tussen Stevens en Kenton is ontstaan, en welke belangrijke politieke zaken zich op het landgoed vroeger hebben afgespeeld toen butler Stevens in dienst was bij Lord Darlington.

## Rolverdeling
| Acteur            | Personage             |
| ----------------- | --------------------- |
| Anthony Hopkins   | James Stevens         |
| Emma Thompson     | Sarah "Sally" Kenton  |
| James Fox         | Lord Darlington       |
| Christopher Reeve | Jack Lewis            |
| Peter Vaughan     | William Stevens       |
| Hugh Grant        | Reginald Cardinal     |
| Michael Lonsdale  | Giscard Dupont D'Ivry |
| Tim Pigott-Smith  | Thomas Benn           |
| Patrick Godfrey   | Spencer               |
| Peter Cellier     | Sir Leonard Bax       |
| Ben Chaplin       | Charlie               |
| Paul Copley       | Harry Smith           |
| Peter Eyre        | Lord Halifax          |
| Lena Headey       | Lizzie Hull           |
| Brigitte Kahn     | Barones               |
| Ian Redford       | Kastelein             |
| Pip Torrens       | Dr. Richard Carlisle  |
| Rupert Vansittart | Sir Geoffrey Wren     |
| John Haycraft     | Veilingmeester        |
| Abigail Hopkins   | Keukenmeid            |
| Frank Shelley     | Premier Chamberlain   |
| Wolf Kahler       | Duitse ambassadeur    |
| Terence Bayler    | Trimmer               |

## Prijzen en nominaties
De film werd in 1994 genomineerd voor verschillende filmprijzen. Vanwege de sterke concurrentie dat jaar met films als Schindler's List en The Piano, greep The Remains of the Day aldoor naast de prijzen op de grote filmfestivals.
Oscars
Genomineerd in de categorieën
- Beste film
- Beste regisseur
- Beste mannelijke hoofdrol (Anthony Hopkins)
- Beste vrouwelijke hoofdrol (Emma Thompson)
- Beste bewerkte scenario
- Beste filmmuziek
- Beste kostuumontwerp
- Beste artdirection

BAFTA's
Genomineerd in de categorieën
- Beste film
- Beste regisseur
- Beste mannelijke hoofdrol (Anthony Hopkins)
- Beste vrouwelijke hoofdrol (Emma Thompson)
- Beste aangepaste scenario
- Beste camerawerk

Anthony Hopkins won de BAFTA voor beste acteur. De film werd uitgeroepen tot Beste Britse Film.
Golden Globes
Genomineerd in de categorieën
- Beste dramafilm
- Beste regisseur
- Beste mannelijke hoofdrol in een drama (Anthony Hopkins)
- Beste vrouwelijke hoofdrol in een drama (Emma Thompson)
- Beste scenario